# French Creek Township (Iowa)
French Creek Township est un township, du comté d'Allamakee en Iowa, aux États-Unis,.
Il est organisé en 1856.